# Apolinary Hoppen
Apolinary Hoppen (ur. 1820, zm. 28 kwietnia 1886 w Swaryczowie) – ziemianin, polityk konserwatywny poseł do Sejmu Krajowego Galicji i austriackiej Rady Państwa.

## Życiorys
Uczył się w gimnazjum jezuickim (1832-1837) i studium filozoficznym (1838-1840) w Tarnopolu. Odbył studia prawnicze na Uniwersytecie Wiedeńskim (1841-1846). 
Ziemianin, właściciel wniesionych w wianie przez żonę dóbr Swaryczów w pow. dolińskim. Był prezesem wydziału Rady c. k. powiatu dolińskiego. W latach 1874–1886 wiceprezes Krakowskiego Towarzystwa Wzajemnych Ubezpieczeń Ogniowych „Florianka”.
Z przekonań konserwatysta, Poseł do Sejmu Krajowego Galicji I (1865–1866), III, IV i V kadencji (1870-1886). Do Sejmu Krajowego wybrany w I kurii obwodu Stanisławów, z okręgu wyborczego Stanisławów w 1865 na miejsce Władysława Dzieduszyckiego. Poseł do austriackiej Rady Państwa III kadencji (15 września 1870 - 10 sierpnia 1871), IV kadencji (13 stycznia 1872 - 21 kwietnia 1873), VI kadencji ( 9 października 1879 - 23 kwietnia 1885), VII kadencji (28 września 1885 - 28 kwietnia 1886). W III i IV kadencji wybierany przez Sejm z kurii XVI jako delegat z grona posłów wiejskich okręgów: Stryj, Skole, Dolina, Bolechów, Rożniatów, Kałusz, Wojniłów, Mikołajów, Żurawno; w kadencji VI i VII w kurii wielkiej własności w okręgu nr 16 Stryj, Żydaczów, Dolina, Kałusz. W parlamencie austriackim należał do frakcji posłów konserwatywnych Koła Polskiego. W 1871 roku „Czas” opublikował toast okolicznościowy  wygłoszony przez  Apolinarego Hoppena na cześć prezesa Koła Polskich Delegatów w Wiedniu, Kazimierza Grocholskiego pt.  In vino veritas — jest prawda w winie improwizowany podczas uroczystego obiadu 30 marca 1871 r. (na kilka dni przed wyborem Grocholskiego na pierwszego ministra Galicji. 

## Rodzina
Był synem ziemianina Ludwiga. Od 1860 był żonaty z Marią domu Słonecką, mieli dwie córki. Szwagier Zenona Słoneckiego.

## Odznaczony
Został odznaczony Orderem Franciszka Józefa.